# Gamsspitzl
Gamsspitzl (sau „Gamskögerl”) este un munte cu altitudinea de 2.340 m deasupra n.m. situat în munții Radstädter Tauern la sud-vest de Obertauern. Prin faptul că piscul este în apropiere de stația telefericului, muntele este vizitat tot timpul anului de turiști.